# Céline Sciamma
Pour les articles homonymes, voir Sciama.
Céline Sciamma, née le 12 novembre 1978 à Pontoise, est une scénariste et réalisatrice française.
Nommée plusieurs fois aux César, elle obtient en 2017 le César de la meilleure adaptation pour le scénario de Ma vie de Courgette. Elle est récompensée en 2019 du prix du meilleur scénario au Festival de Cannes et au prix du cinéma européen pour Portrait de la jeune fille en feu.

## Biographie
D'origine italienne, Céline Sciamma suit une formation de scénariste à la Fémis. Elle utilise son scénario de fin d'études pour réaliser, en 2006, Naissance des pieuvres. Saluée par la critique, cette première œuvre est présentée dans la section Un certain regard au festival de Cannes 2007 et récompensée du prix Louis-Delluc du premier long-métrage. Avec ce film, elle est également nommée pour le César du meilleur premier film en 2008.
En 2010, elle écrit et réalise Tomboy. Le film fait l'ouverture du Panorama au festival de Berlin et rencontre un succès critique et public avec plus de 300 000 entrées. Il sort dans plus de 30 pays. Son troisième film, Bande de filles, sort en 2014. Il est présenté en ouverture de la Quinzaine des réalisateurs du festival de Cannes.
Parallèlement à sa carrière de réalisatrice, elle écrit le scénario du film d'animation Ma vie de Courgette, ainsi que celui du film d'André Téchiné Quand on a 17 ans.
Lors de festivals, elle est en 2015 coprésidente de la SRF (Société des réalisateurs de films) ; elle préside le jury du 9e Festival de cinéma européen des Arcs.
En mars 2018, elle cofonde avec Rebecca Zlotowski le collectif 50/50 qui a pour but de promouvoir l’égalité des femmes et des hommes et la diversité dans le cinéma et l’audiovisuel,.
En 2019, elle reçoit le prix du scénario au festival de Cannes pour Portrait de la jeune fille en feu. Nommé aux Césars l'année suivante, le film reçoit le César de la meilleure photographie. Le film concourt également dans la catégorie « Meilleure réalisation », pour laquelle J'accuse de Roman Polanski remporte le trophée. Indignée, Adèle Haenel quitte la salle suivie de la réalisatrice et de plusieurs personnes du public, pour protester contre la remise du prix à ce réalisateur accusé de viol sur mineure dans les années 1970 aux États-Unis,.
En novembre 2020, elle tourne le film Petite Maman qu'elle présente en 2021 à la Berlinale,.Le film reçoit un très bon accueil critique. Elle co-écrit la même année le film les Olympiades avec Jacques Audiard et Léa Mysius. 
En 2024, elle co-écrit Les Femmes au balcon avec Noémie Merlant qui avait jouée pour elle dans Portrait de la jeune fille en feu. 
Sur le site de VOD LaCinetek, édité par l’association La Cinémathèque des réalisateurs, Céline Sciamma a composé la liste de ses cinquante films préférés du XXe siècle, sa cinémathèque idéale. Dans ce classement, les réalisateurs Michael Cimino, Stanley Kubrick, Brian De Palma, Ridley Scott, Steven Spielberg et Paul Verhoeven figurent chacun deux fois.

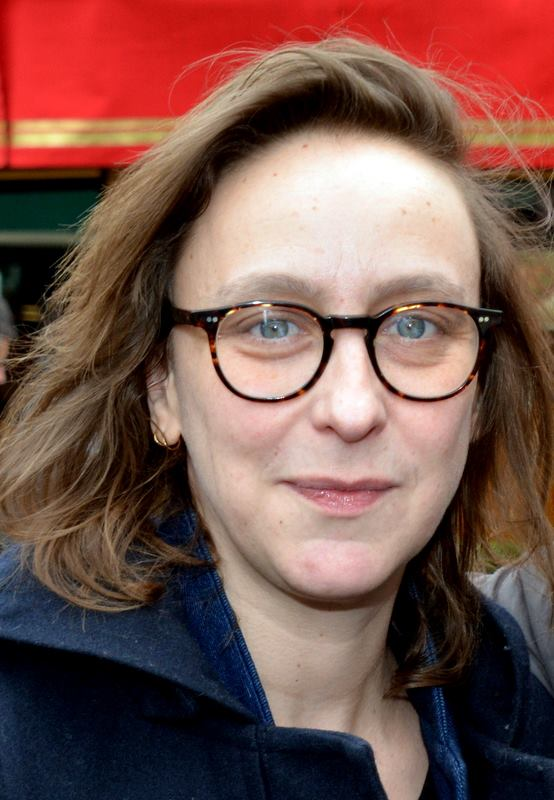
Céline Sciamma au déjeuner des nommés des César du cinéma 2017.

### Famille et vie privée
Son père, Dominique Sciamma, a été le directeur de la Strate École de design de 2013 à 2020. Son frère est l’humoriste Laurent Sciamma.
En 2014, elle fait la couverture du premier numéro de la revue lesbienne Well Well Well.
Elle est l'ex-conjointe de l'actrice Adèle Haenel, qu'elle a dirigée dans Naissance des pieuvres (2007) puis, douze ans plus tard, dans Portrait de la jeune fille en feu (2019). Elles se sont séparées à l'amiable en 2018, avant le début du tournage de Portrait de la jeune fille en feu,. Sciamma et Haenel sont restées amies après avoir mis fin à leur relation,. Haenel a annoncé au journal italien Il manifesto en avril 2022 qu'elle a décidé d'arrêter le cinéma et que la seule cinéaste établie avec laquelle elle pourrait travailler est Sciamma, « car notre relation va au-delà du travail, mais cela devra être dans un autre système économique », dit-elle.

## Filmographie

### Réalisatrice
- 2007 : Naissance des pieuvres
- 2009 : Pauline (court métrage réalisé dans le cadre du concours de scénarios Jeune et homo sous le regard des autres présidé par André Téchiné)
- 2011 : Tomboy
- 2014 : Bande de filles
- 2019 : Portrait de la jeune fille en feu
- 2021 : Petite Maman

### Scénariste
- 2004 : Les Premières Communions (court métrage) de Jean-Baptiste de Laubier alias Para One
- 2006 : Cache ta joie (court métrage) de Jean-Baptiste de Laubier alias Para One
- 2007 : Naissance des pieuvres d'elle-même
- 2010 : Ivory Tower d'Adam Traynor
- 2011 : Tomboy d'elle-même
- 2012 : Les Revenants (série télévisée) - participation aux premières versions du scénario[23]
- 2014 : Bande de filles d'elle-même
- 2015 : Ma vie de Courgette (film d'animation) de Claude Barras
- 2016 : Quand on a 17 ans d'André Téchiné
- 2019 : Portrait de la jeune fille en feu d'elle-même
- 2021 : Petite Maman d'elle-même
- 2021 : Les Olympiades de Jacques Audiard[12]
- 2024 : Les Femmes au balcon de Noémie Merlant[13]

## Distinctions

### Récompenses
- Festival du film de Cabourg 2007 : prix de la jeunesse pour Naissance des pieuvres
- Prix Louis-Delluc 2007 : prix du premier long-métrage pour Naissance des pieuvres
- Berlinale 2011 : Teddy du jury pour Tomboy
- Prix Jacques-Prévert 2012 : meilleur scénario original (remis par la Guilde des Scénaristes) pour Tomboy
- Festival international du film de Stockholm 2014 : prix du meilleur film pour Bande de filles
- Prix Lumières 2017 : meilleur scénario pour Ma vie de Courgette
- César 2017 : meilleure adaptation pour Ma vie de Courgette
- Festival de Cannes 2019 : prix du scénario pour Portrait de la jeune fille en feu[24]
- Prix du cinéma européen 2019 : Meilleur scénariste pour Portrait de la jeune fille en feu
- Festival du film de Gand 2022 : Prix d'honneur Joseph Plateau[25]

### Nominations et sélections
- César 2008 : meilleur premier film pour Naissance des pieuvres Lors de cette cérémonie, l'actrice Jeanne Moreau remet son César d'honneur à Céline Sciamma, ainsi qu'à toute l'équipe du film, comme un passage de témoin à la jeune génération[26].
- César 2015 : meilleur réalisateur pour Bande de filles
- César 2020 : meilleur film, meilleure réalisation et meilleur scénario original pour Portrait de la jeune fille en feu
- Berlinale 2021 : Petite Maman en compétition officielle[27]
- César 2022 : meilleure adaptation pour Les Olympiades